# Fantasia Barrino
Pour les articles homonymes, voir Fantasia.
Fantasia Monique Barrino, née le 30 juin 1984  à High Point en Caroline du Nord, communément connue sous le nom de Fantasia, est une actrice et chanteuse américaine de R'n'B qui s’est révélée comme gagnante de la troisième saison de l’émission télévisée américaine American Idol en 2004. Son premier album, Free Yourself, lui valut une nomination aux Grammy Awards.
Dans Les Simpson, elle a joué le rôle d'une concurrente de Lisa Simpson, Clarissa Wellington, dans l'épisode 353 A Star Is Torn.
Fantasia Barrino a été nommée parmi les 100 personnes les plus influentes en 2024 par le Times Magazine, dans la catégorie artiste.

## Carrière musicale

### 2004:American Idol

#### Performances
| semaine  | Thème                                              | chanson                                                                  | Artiste                                           | ordre | résultat |
| -------- | -------------------------------------------------- | ------------------------------------------------------------------------ | ------------------------------------------------- | ----- | -------- |
| audition | audition Groupe 1                                  | Something to Talk About                                                  | Bonnie Raitt                                      | 8     | Retenue  |
| Top 12   | Soul music Week                                    | Signed, Sealed, Delivered I'm Yours                                      | Stevie Wonder                                     | 6     | Sauvée   |
| Top 11   | Country music Week                                 | Always on My Mind                                                        | Willie Nelson                                     | 3     | Sauvée   |
| Top 10   | Motown Week                                        | I Heard It Through the Grapevine                                         | Marvin Gaye                                       | 9     | Sauvée   |
| Top 9    | Elton John                                         | Something About the Way You Look Tonight                                 | Elton John                                        | 1     | Sauvée   |
| Top 8    | Cinema                                             | Summertime                                                               | Abbie Mitchell                                    | 5     | Sauvée   |
| Top 7    | Barry Manilow                                      | It's a Miracle                                                           | Barry Manilow                                     | 7     | derniere |
| Top 6    | Gloria Estefan                                     | Get on Your Feet                                                         | Gloria Estefan                                    | 1     | Sauvée   |
| Top 5    | Big Band                                           | Crazy Little Thing Called Love What Are You Doing the Rest of Your Life? | Queen Barbra Streisand                            | 5 10  | Sauvée   |
| Top 4    | Disco                                              | Knock on Wood Holding Out for a Hero                                     | Eddie Floyd Bonnie Tyler                          | 3 7   | dernière |
| Top 3    | Idol's Choice choix des juges Clive Davis's Choice | Chain of Fools A Fool in Love Greatest Love of All                       | Aretha Franklin Ike & Tina Turner George Benson   | 2 4 6 | Sauvée   |
| Finale   | Choix du participant                               | All My Life Summertime I Believe                                         | K-Ci & JoJo Abbie Mitchell Fantasia (Idol Single) | 2 4 6 | Gagnante |

## Filmographie

### Cinéma
- Tobacco Valley (2016) : Lenna Davis-Franklin[2]
- La Couleur pourpre (2023) : Celie Harris-Johnson

### Télévision
- Mes plus belles années (2005) : Aretha Franklin
- Les Simpson (2005) : Clarissa Wellington (épisode Krusty chasseur de talents)
- All of Us (2005) : elle-même (caméo)
- The Fantasia Barrino Story: Life is Not a Fairy Tale (2006) : elle-même

### Broadway
- The Color Purple (2007) : Celie
- Soul Kitten's Cabaret (2011) : bonnes Conscience
- After Midnight (2013-2014) : invitée spéciale

## Concerts

### Première partie
- Touch the Sky Tour(2005) (concert par Kanye West)[3]

## Discographie

### Albums
- 2004 : Free Yourself
- 2006 : Fantasia
- 2010 : Back To Me
- 2013 : The Side Effects of You

## Distinction

### Nomination
- Golden Globes 2024 : Meilleure actrice dans un film musical ou comédie pour La Couleur pourpre